# (3194) Dorsey
(3194) Dorsey (1982 KD1; 1978 SY) ist ein des äußeren Hauptgürtels, der am 27. März 1982 vom US-amerikanischen Astronomenehepaar Eugene und Carolyn Shoemaker am Palomar-Observatorium am Palomar Mountain etwa 80 Kilometer nordöstlich von San Diego (IAU-Code 675) entdeckt wurde. Er gehört zur Eos-Familie, einer Gruppe von Asteroiden, die nach (221) Eos benannt ist.

## Benennung
(3194) Dorsey wurde nach Dorsey Taylor Shoemaker Jr.,  einem Geschäftsmann in Gabbs, Nevada (Vereinigte Staaten) und Onkel des Entdeckers Eugene Shoemaker benannt.